# Loserfruit
Кетлин Белстен (22. фебруар 1993), познатија по онлајн-псеудониму Loserfruit, аустралијска је  стримерка на -у, јутјуберка, професионална гејмерка и интернетска личност. Њен канал на Twitch-у други је најпраћенији међу женским креаторима, након Pokimane. На YouTube објављује летсплеј видео-записе на свом главном каналу Loserfruit, влогове на свом другом каналу Lufu и додатне гејминг видее на свом трећем каналу Loserfruit Daily. Закључно с августом 2021. њен главни канал има приближно 3.300.000 претплатника, а њен влог канал отприлике 797.000 претплатника.
Белстен се специјализовала за бетл ројал игру Fortnite и била је други стример који је добио сопствени скин у игри као део Fortnite Icon Series-а, после Нинџе. Била је један од стримера који су се такмичили на турниру Fortnite Summer Smash који се одржао на Отвореном првенству Аустралије 2019. године, а присуствовала је и другом издању 2020. године. Белстен спонзорише бренд козметике elf и бренд одеће за фитнес Gymshark.
Првобитно је на својим каналима стримовала League of Legends. Потом се пребацила на Overwatch, а крајем 2017. прешла је на садржину повезану с Fortnite-ом.
Белстен је била члан Click-а, бивше групе аустралијских јутјубера која је сарађивала на видео-снимцима. Осим ње, групу су чинили: LazarBeam, Muselk, Crayator, Bazza Gazza, Tannar и Prestige Clips. Водила је 36-часовни хуманитарни стрим у јануару 2020. с Crayator-ом и Fasffy-јем који је прикупио 300.000 долара за помоћ Аустралији у борби против пожара.
Тренутно се забавља с колегом јутјубером Маркусом, познатијим по онлајн-псеудониму Prestige Clips.

## Каријера

### На-у
Белстен је 25. марта 2013. започела свој канал Loserfruit и првобитно почела да објављује видео-записе о League of Legendѕ-у. Почела је да прави сатиричне видео-снимке о League of Legendѕ-у, често са комичним аспектом. Достигла је 100.000 претплатника на свом главном каналу у мају 2017, а у априлу 2021. достигла је 3,3 милиона претплатника. Закључно с 19. августом 2021. има 407.206.634 прегледа на свом главном каналу.
Дана 24. септембра 2016. направила је свој други канал Lufu, где је углавном правила често духовите влогове о свом свакодневном животу. Има близу 800.000 претплатника том каналу и закључно с 19. августом прикупила је 84.166.572 прегледа.
Њен најгледанији видео на YouTube-у приказује њену интеракцију с двојицом стримера — iLee-јем и Mong-ом — који су њени блиски сарадници. Садржани су у Блестенином скину у Fortnite-у.